# Keith Smart
Jonathan Keith Smart (Baton Rouge, 21 de setembro de 1964) é um ex-jogador de basquete profissional e atual treinador norte-americano. Ele é mais conhecido em sua carreira de jogador por marcar o ponto da vitória no jogo da final da Primeira divisão masculina do NCAA Basketball Championship de 1987, jogo em que seu time, o Indiana Hoosiers derrotou o Syracuse Orangemen por 74-73.
Após duas temporadas no Indiana, assinou contrato com o San Antonio Spurs, onde disputou apenas duas partidas na temporada 1988-89. Smart teve um sucesso e rendimento maiores na Continental Basketball Association, onde disputou seis temporadas até confirmar sua aposentadoria, em 1995. Ele também atuou nas Filipinas, na Philippine Basketball Association, além de duas temporadas na França e uma na Venezuela.
Em 2002, Smart assumiu como técnico interino do Cleveland Cavaliers. Sua sequência não foi nada boa para o clube, terminando com 9 vitórias e 31 derrotas. Atualmente, ele é assistente técnico no Golden State Warriors.